# Red Orchestra: Ostfront 41–45
Red Orchestra: Ostfront 41–45 (с англ. — «Красная капелла: Восточный фронт 41-45») — компьютерная игра в жанре тактического шутера с видом от первого лица, разработанная компанией Tripwire Interactive и выпущенная в 2006 году. Игра распространяется через службу цифровой дистрибуции Steam. Розничным издателем игры за рубежом является компания Bold Games и 1С в странах СНГ. Игра вышла в полностью локализованном виде, на русском языке.
В 2011 году вышло продолжение игры — Red Orchestra 2: Heroes of Stalingrad, посвящённое одному из наиболее значимых событий во Второй мировой войне — битве за Сталинград.

## История разработки
Предшественником Red Orchestra: Ostfront 41-45 является модификация Red Orchestra: Combined Arms для Unreal Tournament 2004, созданная энтузиастами, позднее организовавшими компанию Tripwire Interactive.
Модификация участвовала в конкурсе Make Something Unreal, который проводится компанией Epic Games, создателями игр Unreal. Благодаря последующей победе, команда Tripwire Interactive получила призовой фонд и лицензию на коммерческое использование игрового движка Unreal Engine 2.5. Позднее было принято решение «перенести» модификацию в формат самостоятельный игры, доработав некоторые элементы.

## Игровой процесс
Действие игры происходит на восточном фронте Второй мировой войны и охватывает период с 1941 по 1945 год. Игроку предоставляется возможность участвовать в реконструкции событий как за Красную Армию, так и за войска вермахта. Игра ориентирована в первую очередь на сетевой режим, но имеется и однопользовательская игра против ботов. Каждая локация (карта) представляет собой реально существующую историческую местность.
Во многопользовательском режиме игрок может принять любую сторону — как советских, так и немецких солдат. Кроме того, существует несколько видов игровых классов со своими уникальными возможностями, а также умениями для использования определённого оружия. Существует возможность управлять реальной военной техникой, например, танками, САУ, артиллерийскими орудиями, бронетранспортерами.
Для Red Orchestra было сделано множество пользовательских модификаций, таких как наборы карт, разнообразное игровое содержимое либо полноценные тотальные конверсии.

## Отзывы
| Сводный рейтинг | Сводный рейтинг    |
| Агрегатор       | Оценка             |
| --------------- | ------------------ |
| GameRankings    | 77,67 %            |
| Metacritic      | 81/100 (22 обзора) |

Игра получила преимущественно положительные отзывы. На сайте-агрегаторе Metacritic средняя оценка игры составляет 81 из 100 на основе 22 обзоров для платформы PC, на сайте-агрегаторе GameRankings средняя оценка игры составляет 77.67% на основе 21 обзора для платформы PC.
Летом 2018 года, благодаря уязвимости в защите Steam Web API, стало известно, что точное количество пользователей сервиса Steam, которые играли в игру хотя бы один раз, составляет 849 053 человека.